# Otiophora caerulea
Otiophora caerulea là một loài thực vật có hoa trong họ Thiến thảo. Loài này được (Hiern) Bullock mô tả khoa học đầu tiên năm 1933.